# Tamanrasset
Tamanrasset (arab. تمنراست, daw. fr. Fort Laperrine) – miasto i stolica prowincji Tamanrasset w południowej Algierii, w górach Ahaggar. Jest to główne miasto Tuaregów.
| Miesiąc                              | Sty  | Lut  | Mar  | Kwi  | Maj  | Cze  | Lip  | Sie  | Wrz  | Paź  | Lis  | Gru  |
| ------------------------------------ | ---- | ---- | ---- | ---- | ---- | ---- | ---- | ---- | ---- | ---- | ---- | ---- |
| Rekordy maksymalnej temperatury [°C] | 27.5 | 29.9 | 29.8 | 35.0 | 39.1 | 44.7 | 47.4 | 47.4 | 42.5 | 34.8 | 28.6 | 27.2 |
| Średnie temperatury w dzień [°C]     | 18.8 | 20.6 | 22.9 | 26.7 | 31.5 | 34.2 | 35.9 | 34.0 | 30.4 | 25.1 | 21.5 | 18.3 |
| Średnie temperatury w nocy [°C]      | 6.4  | 7.5  | 8.6  | 12.8 | 15.2 | 17.9 | 18.3 | 17.2 | 15.0 | 13.4 | 9.5  | 7.4  |
| Rekordy minimalnej temperatury [°C]  | -5.3 | -4.4 | -2.9 | 0.4  | 4.7  | 6.9  | 7.2  | 7.0  | 5.7  | -0.1 | 0.0  | -4.6 |
| Opady [mm]                           | 4.9  | 3.6  | 5.1  | 2.2  | 0.7  | 2.9  | 11.6 | 14.4 | 9.0  | 4.0  | 0.9  | 3.5  |
| Źródło: Weatherbase                  |      |      |      |      |      |      |      |      |      |      |      |      |